# Eilif Armand
Eilif Armand (eigentlich Eilif Armand Andreassen; * 18. März 1921 in Bergen; † 28. November 1993 ebenda) war ein norwegischer Schauspieler, Lyriker und Literaturkritiker.

## Leben
Armand war der Sohn des Kaufmanns Sverre Andreassen. Seine Mutter, Maggi Sørensen, starb 1922. Armand arbeitete zunächst als Journalist. 1946 debütierte er als Schauspieler am Bergener Theater Den Nationale Scene in Nordahl Griegs Barrabas in der Rolle des Jesus. Von 1956 bis 1958 war er in Stavanger tätig, danach bis 1975 am Nationaltheatret in Oslo. Anschließend kehrte er nach Bergen zurück. Neben seiner Tätigkeit am Theater war er auch in einigen Filmen zu sehen.
Seit 1947 war er außerdem als Literaturkritiker für verschiedene Zeitungen tätig, darunter die Bergener Tageszeitung Bergens Tidende sowie das Parteiorgan der NKP, die Zeitung Friheten. In dieser Zeitung veröffentlichte er auch satirische Gedichte. 1951 erschien unter dem Titel Ingen blir klok av skade eine Auswahl seiner Gedichte in Buchform.
Armand war seit 1944 mit Elisabeth Dingen verheiratet. Das Paar hatte vier Töchter, die Schauspielerinnen Frøydis, Merete und Gisken sowie die Kinderbuchautorin Yngvil Armand.

## Filmografie
- 1951: Ukjent Mann
- 1961: Hans Nielsen Hauge
- 1964: Marenco
- 1965: To på topp
- 1966: Broder Gabrielsen
- 1972: Lukket avdeling
- 1972: Marikens bryllup
- 1973: Jentespranget
- 1974: Bobbys Krieg (Bobbys krig)
- 1975: Streik!
- 1979: Kjærleikens ferjereiser
- 1981: Die Hexe von Laupstad (Forfølgelsen)
- 1982: Carl Gustav, gjengen og parkeringsbandittene